# 沈洵
沈洵（?—?），字子直，真州（今江蘇儀徵）人。
紹興二十一年趙逵榜進士，授官司農寺丞。乾道二年四月擔任右朝請郎，終官秘書省校書郎、兼權户部員外郎。乾道二年十月致仕退休。